# 명박산성

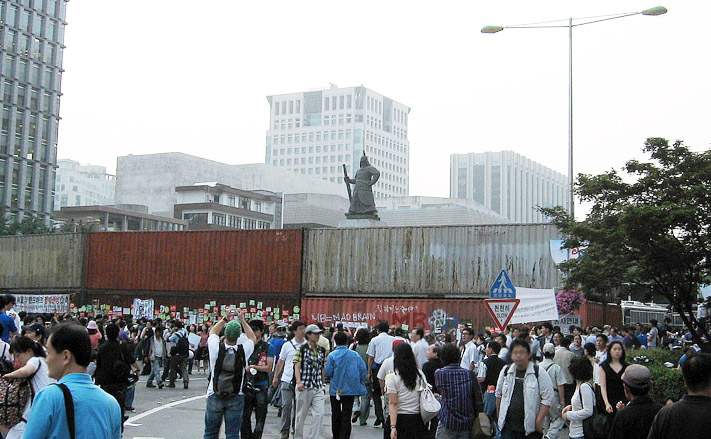
누리꾼들은 세종로 사거리에 설치된 컨테이너 박스로 만든 바리케이드에 명박산성이라는 별칭을 붙였다.

명박산성(明博山城)은 2008년 6월 10일 6.10 민주화 항쟁 21주년을 맞아 2008년 대한민국의 촛불 시위의 일환으로 서울특별시 도심에서 100만 촛불 대행진이 계획되자, 대한민국 경찰이 시위대의 청와대 난입과 전경과의 충돌을 원천 차단하기 위해 도심 곳곳에 설치한 컨테이너 박스 바리케이드를 뜻하는 말로써, 이명박(李明博)과 산성(山城)을 붙여 만든 합성어이다.
이 말은 대한민국 누리꾼과 시위대가 풍자의 뜻으로 사용하였으나, 신문 기사에서 인용하면서 널리 알려지기 시작하였다. 또한 주요 외신에도 컨테이너 장벽의 사진이 보도되었다. 일부 언론은 경찰 버스를 이어 붙여 시민의 출입을 차단하는 현상을 '명박산성'이라 칭한다.

## 컨테이너 구조물의 유래
많은 일반인들이 명박산성만을 알고 있지만 명박산성 이전에도 여러 가지 형태의 시위대를 제지하는 구조물들이 존재하였다.2003년 11월 9일에 있었던 민주노총의 시위에 화염병과 죽창등 각종 장비등이 동원되자 경찰이 시위대의 진행을 막기 위해 도심 곳곳에 설치한 2중 전경버스 장벽도 존재하였다.
2005년 11월 APEC 부산 회의시에 쌀 개방이 문제가 되어 생계와 식량주권을 우려한 사람들이 APEC 회의가 진행되는 부산에 와서 시위를 하는 과정에서 경찰은 2층으로 컨테이너 박스를 쌓아놓고 물대포를 쏘며 시위대를 막았다.

## 명박산성의 탄생
경찰은 새벽부터 세종로 충무공 동상앞에 컨테이너 박스를 2단으로 쌓아 바리케이드를 설치하였으며, 그 밖에도 안국로 등 청와대로 진입할 수 있는 길목에 총 60여개의 컨테이너 박스를 사용하여 바리케이드를 설치했다. 이 바리케이드는 컨테이너 박스를 2단으로 쌓고, 바닥에 철심으로 고정시킨 뒤 용접한 것으로 2005년 11월 부산 APEC 정상회의 당시 반세계화 시위대의 정상회의장 진출을 막기 위해 당시 어청수 부산지방경찰청장에 의해 처음 사용된 방식이다. 이 아이디어는 2008년 6월 10일에 예상되는 대규모 집회의 충돌방지를 목적으로 서울경찰청에 의해 제안되었고 설치가 시행되었다. 이길범 서울지방경찰청 경비국장은 바리케이드로 써온 전경버스가 40대 이상 파손되었기 때문이라고 밝혔다.
바리케이드는 다음날인 6월 11일 오전에 모두 철거되었으나, 경찰은 다음 촛불 집회에서도 사용하는 방안을 검토중이라고 밝혔다. 13일 명박산성 자리에는 전경버스 벽이 등장했는데, 이는 ‘명박열차’로 불리게 되었다.

### ‘국민토성’의 축조
21일 밤 10시경 시위대는 명박산성으로 불리는 컨테이너 장벽에 맞서 이른바 '국민토성'을 쌓아 시위에 이용하였다. 쇠고기 국민대책회의가 트럭 두 대 분량의 모래를 준비했으나 경찰의 제지로 현장에 도착하지 못하자 시위대는 경찰이 막고 있는 모래트럭으로부터 비닐봉지나 종이상자를 이용하여 광화문 시위현장까지 인력으로 운반하여 국민 토성을 축조하였다. 또한 사용된 모래의 일부는 서울시가 광화문광장 공사용으로 보관하던 도난당한 모래주머니였다고 한다.
밤 10시40분 경 경찰이 버스를 이용하여 만든 차벽 위까지 걸어서 올라갈 수 있을 높이의 '국민토성'이 완성되었다. 이 위로 50여 명의 시민들이 깃발을 들고 올라가 시위를 하였다.

## 의견

### 경찰
경찰청 경비국은 출입기자들과의 간담회에서 컨테이너를 동원한 것에 대해 “오늘 시위는 명백한 범죄이다”며 “범죄의 예방과 제지를 위해 도로교통을 차단한 것”이라고 설명했다. 이 후 경찰은 컨테이너 벽이 평화 시위를 하게 하는 데 효과가 있었다고 자평했다. 특히 채한수 서울지방경찰청 경비계장은 시민들에게 다소 불편을 초래했지만, 시위대와 경찰력 사이에 훌륭한 완충선 기능을 해서 상호간의 충돌을 방지했다고 주장했다. 또 다른 경찰 관계자는 “컨테이너 벽 설치로 시위대와 경찰의 직접충돌을 피하고 평화시위를 유지할 수 있었다”며 “향후 집회 규모 및 시위 양상에 따라 한 번쯤 더 사용할 수도 있다”고 말했다.

### 언론
명박산성은 전 세계 유력지 인터넷판에 잇달아 등장해 세계적 관심사로 떠올랐다. 유력 경제지인 파이낸셜타임즈 첫 화면에 컨테이너 사진과 기사가 뜬 데 이어 CNN, 뉴욕타임스 등에도 잇달아 소개되었다.
영국의 BBC도 쇠고기 반대시위를 보도하면서 명박산성의 사진을 게재하였다.
아랍권 위성방송 알자지라도 6월 10일 자신의 웹사이트 머릿기사로 촛불시위를 다루었고, 또한  명박산성의 사진도 게재하였다.
로이터, AP, 블룸버그 등의 통신사들도 모래주머니와 콘테이너를 이용한 장애물들에 대한 내용이 담긴 소식을 전하였다.

### 시민
시민들은 컨테이너 장벽이 설치되자 누리꾼들은 이것이 이명박식의 소통이라며 조롱하였다. 2008년 5월 15일에 이명박이 국가조찬기도회에서 국민과의 소통을 강조하는 발언을 했다는 것을 염두에 두고 한 말이였다.

## 파생
이후 명박산성은 주로 이명박 정부에서 시위나 집회를 막기 위해 사용됐다. 촛불집회 뿐만 아니라, 노무현 대통령 서거정국에서 추모자들을 막기 위해 사용되기도 했으며, 2011년 6월, 최저임금 인상과 한미 자유무역협정(FTA) 저지, 노조법 재개정을 촉구하는 범국민대회때도 명박산성이 등장했다.
G20 행사를 대한민국 서울에서 개최하는 과정에서, 행사장이었던 코엑스(Coex) 주변을 2미터 높이의 담장으로 두르고 경찰이 둘러싼 뒤 1인 시위를 하는 사람을 모두 잡아다가 먼 곳에서 풀어주었다. 이를 미국 LA타임즈는 “신문에서 그것을 제2명박산성(Myung-bak's Wall No. 2)이라고 부른다”라고 보도했다. 2010년 12월 26일, 전주코아백화점 건물 앞에 콘테이너가 설치되자, 사람들이 "'이창승 산성'이라 불렀다."라고, 보도되기도 하였다.

## 위헌 판결
2011년 6월 30일, 대한민국 헌법재판소는 시민 9명이 경찰청장을 상대로 한 위헌확인 헌법소원사건에서 원고 측의 명박산성과 같은 서울광장을 차벽으로 둘러가두는 조치를 국민의 행동자율권을 침해한다는 주장을 받아들여 7 대 2로 위헌 판결을 내렸다. 경찰 측은 경찰관직무집행법을 근거로 위험발생을 방지해 국민의 생명과 재산을 지키는 정당한 공무집행이라고 주장하였지만, 헌재는 받아들이지 않았다. 다만, 반대 의견을 낸 재판관은 경찰의 통행제지 행위는 시민들의 생명과 재산을 보호하기 위한 정당한 공권력 행사로, 개별적 출입을 허용할 경우 불법집회 참석 목적을 가진 사람까지 출입할 수 있다고 반대 의견을 냈다.

## 같이 보기
- 2008년 대한민국 미국산 쇠고기 수입 협상 논란
- 2008년 대한민국의 촛불 시위
- 물대포
- 촛불 집회
- 이명박에 대한 비판